# Jean Japart
Jean Japart (* um 1450; † nach 1500 (?)) war ein franko-flämischer Komponist, Sänger und Kleriker der frühen Renaissance.

## Leben und Wirken
Außer einer relativ kurzen Periode während der 1470er Jahre ist über das Leben von Jean Japart nichts bekannt. Zwischen den Jahren 1474 und 1476 war er Mitglied des Chors der berühmten Sforza-Kapelle in Mailand, welcher auch Alexander Agricola, Loyset Compère und Johannes Martini angehörten. Ein Dokument vom 4. Juli 1476 erlaubt den Schluss, dass ihm mehrere Pfründen zugesagt worden sind. Nach der Ermordung seines Dienstherrn Galeazzo Sforza im November 1476 beschloss dessen Witwe, die Kapelle zu verkleinern, und Japart gehörte zu den zwölf Sängern, die entlassen worden sind. Japart wurde in Mailand am 6. Februar 1477 zum letzten Mal erwähnt; er verließ die Stadt und hat sich offensichtlich direkt an den Hof von Herzog Ercole I. d’Este nach Ferrara begeben. Er hat dort wohl Anfang März seinen Dienst begonnen, weil die Gehaltsliste vom 1. April 1477 für ihn ein volles Monatsgehalt vermerkt. Japart blieb fast vier Jahre in Ferrara. Er wurde nicht nur einer der am höchsten bezahlten Sänger am Hof in Ferrara, sondern der Herzog gab ihm hier auch ein eigenes Haus. Ein besonders aufschlussreiches Dokument vom 13. Juli 1480 vermerkt ausdrücklich, dass Japart aus der Picardie stammt („Zoane Japarte de pichardia“). Am 8. Februar 1481 wurde er in Ferrara zum letzten Mal erwähnt; danach fehlen direkte Informationen über ihn.
Indirekte Informationen über sein Leben vor Mailand und nach Ferrara ergeben sich aus musikalischen und handschrifthistorischen Bezügen. Es gibt zahlreiche Berührungspunkte seiner Musik mit dem Stil von Antoine Busnoys, was darauf hindeutet, dass er mit Busnoys in näherer Verbindung stand, bevor dieser seinen Dienst 1466/67 am Hof von Burgund antrat, wobei es Spekulationen gab, er könnte sogar ein Schüler Busnoys' gewesen sein. Zum anderen besteht eine auffällige Präsenz seiner Kompositionen in Handschriften aus Florenz aus den frühen 1490er Jahren, was zu der Vermutung führte, er könnte mit dem Sänger Iannes Picardo identisch sein, der dort in den frühen und mittleren 1480er Jahren aktiv war. Darüber hinaus besteht eine Überlieferung seiner Kompositionen in den drei Werken Harmonice musices Odhecaton A, Canti B und Canti C des italienischen Musikverlegers Ottaviano dei Petrucci (1466–1539), die in diesem Umfang ungewöhnlich ist, manchmal in Gruppen von drei oder vier aufeinander folgenden Stücken. Dieser Sachverhalt führt zu der Schlussfolgerung, dass Japart möglicherweise identisch ist mit „Johannes de Francia, Frater“, der am 8. Dezember 1499 in Venedig nachgewiesen ist an der Kirche Sanctissimi Giovanni e Paolo, welche eine lange dauernde Verbindung hatte zu Pietro Castellanus, dem Herausgeber der Schriften von Petrucci. Jean Japart könnte auch in engem Kontakt mit Josquin gestanden haben. Zumindest behauptet der belgische Musikforscher François-Joseph Fétis (1784–1871) im Jahr 1862, er kenne eine Chanson Josquins, die direkt an Japart adressiert ist („Revenu d’oultrements, Japart / Je n’ai du sort que mince part“). Andere Musikforscher sind allerdings der Meinung, es handle sich hier um die Chanson ohne Text mit dem Titel „Schanson des Josquin“; das Stück ist nicht erhalten geblieben. Sollte die Begegnung der beiden Komponisten tatsächlich erfolgt sein, wäre das in Mailand erst ab 1484 möglich gewesen, weil Josquin erst in diesem Jahr nach Italien kam.

## Bedeutung
Die überlieferten Werke von Jean Japart besitzen keine große stilistische Spannweite. Alle 23 Stücke, die ihm zugeschrieben werden, sind weltliche Musik (Chansons); bei sechs Zuschreibungen ist die Autorschaft strittig, bei drei weiteren gibt es eine teilweise Zuschreibung an Antoine Busnoys. 21 dieser Stücke sind Bearbeitungen bekannter zeitgenössischer Melodien, sowohl von höfischen Weisen als auch von Volksweisen. Bei sechs dieser Kompositionen werden mehrere schon existierende Melodien auf geschickte Weise kombiniert (Quodlibets). Die vorgegebenen Melodien werden meist deutlich im Tenor zitiert, oft in Form von Imitationen, manchmal im Kanon mit der Oberstimme. Insgesamt machen Japarts Kompositionen eher einen ausgeklügelten als einen inspirierten Eindruck.

## Werke
Gesamtausgabe: Jean Japart: Collected Works, herausgegeben von Allan W. Atlas, New York 2003
- Sicher zugeschriebene Werke
  - „Cela sans plus“ zu vier Stimmen
  - „De tous biens plaine“ zu vier Stimmen
  - „Famene un pocho de quella mazacrocha“ zu vier Stimmen (= „Questa se chiama“ bzw. „Famene un pocho“)
  - „Fortuna d’un gran tempo“ zu vier Stimmen
  - „Helas, qu’elle est à mon gré“ zu vier Stimmen
  - „Il est de bonne heure né“ / „L’homme armé“ zu vier Stimmen
  - „J’ay pris amours“ (I) zu vier Stimmen
  - „J’ay pris amours“ (II) zu vier Stimmen
  - „Je cuide“ / „De tous biens plaine“ zu vier Stimmen
  - „Loier me fault ung carpentier“ zu vier Stimmen
  - „Nenciozza mia“ zu vier Stimmen
  - „Pour passer temps“ / „Plus ne chasceray sans gens“ zu vier Stimmen
  - „Prestes le moy“ zu vier Stimmen
  - „Se congié pris“ zu vier Stimmen
  - „Se je fet ung cop apres“ zu vier Stimmen (= „Tam bien mi son pensade“)
  - „Trois filles estoient“ zu vier Stimmen
  - „Vray dieu d’Amour“ / „Sancte Johannes baptista“ / „Ora pro nobis“ zu fünf Stimmen
- Teilweise anderen Komponisten zugeschriebene Werke
  - „Amours, amours, amours“ (teilweise Busnoys zugeschrieben)
  - „Amours fait moult tant“ / „Il est de bonne heure né“ / „Tant que nostre argent“ (teilweise Busnoys zugeschrieben)
  - „Et qui la dira dira“ / „Dieu gard celles de deshonneur“ (teilweise Busnoys zugeschrieben)
  - „J’ay bien nourry“ (= „Ja bien rise tant“) (teilweise Josquin zugeschrieben)
  - „Je cuide“ (teilweise Congiet und De Orto zugeschrieben)
  - „T’meiskin was jonck“ (= „De tusche in busche“) (teilweise Isaac und Obrecht zugeschrieben)